# Пеп Біель
Пеп Біель Мас Хауме (ісп. Pep Biel Mas Jaume, нар. 5 вересня 1996 року) — іспанський футболіст, півзахисник грецького «Олімпіакоса».
На правах оренди грає за клуб MLS «Шарлотт».

## Клубна кар'єра

### Рання кар'єра
Біль народився в Сан-Хоані, Майорка, Балеарські острови, і почав займатись футболом в клубі «Констансія». 16 грудня 2012 року, в віці всього 16 років, він дебютував у головній команді, вийшовши на заміну в матчі Сегунди Б проти «Оспіталета» (0:1).
У 2013 році Біель перейшов до «Райо Вальєкано», де знову став грати за молодіжну команду. У липні 2015 року, після закінчення навчання, Пеп, який провів лише кілька ігор за резервну команду, він приєднався до «Льосетенсе», що також виступав у третьому дивізіоні.
14 червня 2016 року Біель став гравцем резервної команди «Мальорки». Однак не зігравши за неї жодного матчу, 17 серпня він був відданий в оренду на сезон в клуб Терсери «Альмудевар».

### Реал Сарагоса
12 липня 2017 року Біель погодив дворічний контракт з «Реалом Сарагоса», де спочатку став виступати за резервну команду «Депортіво Арагон». 19 січня 2018 року він дебютував у першій команді, замінивши Альберто Сапатера у грі проти «Гранади» в рамках матчу Сегунди .
21 травня 2018 року Біель подовжив контракт з клубом до 2022 року, і на сезону 2018/19 був остаточуо переведений в основний склад. Свій перший професійний гол він забив 12 листопада, забивши у ворота «Хімнастіка» (Таррагона) .
Під керівництвом нового менеджера Віктора Фернандеса, Біель став стабільно виходити на поле і закінчив сезон із шістьма голами в 21 матчі, врятувавши команду від вильоту.

### Копенгаген
1 серпня 2019 року команда данської Суперліги «Копенгаген» заявила, що домовились про трансфер з «Сарагосою» і що Пеп пройде в Данії медогляд. Через два дні він підписав п'ятирічний контракт з клубом, який заплатив за гравця 5 млн євро.
Біель дебютував за новий клуб 3 серпня 2019 року, замінивши Віктора Фішера у грі проти «Сеннер'юска»а».

## Титули і досягнення
- Чемпіон Данії (1):

«Копенгаген»: 2021-22